# Keleti rablópille
A keleti rablópille (Libelloides macaronius, régi nevén Ascalaphus macaronius) a rovarok (Insecta) osztályába a recésszárnyúak (Neuroptera) rendjébe tartozó faj. Az Ascalaphidae család magyar neve – rablópillék – egyike a legszebb és legtalálóbb rovarneveknek, mely ragadozó életmódjukra utal.
Se nem lepkék, se nem szitakötők, de mindkét csoportra hasonlítanak. Ez az egyetlen fajuk él Magyarországon. 
A körülbelül 400 fajból 16 európai.
Védetté 1982-ben, fokozottan védetté 2012-ben nyilvánították, természetvédelmi értéke 100.000.-Ft.

## Megjelenése
Nagy, fekete színű teste, többé-kevésbé, sűrű fekete szőrrel borított. Jól fejlett szárnyai gazdagon erezettek, fekete-sárga, riasztó színkombinációjúak, mely feltűnő színek a madarak megtévesztését szolgálják. Nyugalmi állapotban, a testük mellett összezárva tartják. 
Angol nevét (owl-fly - bagolylégy), hatalmas összetett szemeiről kapta, melyek szinte kitöltik az egész fejét. A dorzo-frontális rész UV-fényre érzékeny, ez teszi lehetővé a levegőben mozgó apró zsákmányállatok észrevételét.
Rágó szájszervvel, bunkós csáppal rendelkezik.

## Lárvája
Szürkés-barnás színű, széles, lapított testű, a fajok egy részénél különböző törmelékekkel „díszíti” hátoldalát mimikri gyanánt.
A talaj felszínén mozog, lesben állva várja áldozatát és különlegesen, sarló alakban módosult, félelmetes, hosszú rágóival megöli zsákmányát, majd a testnedveit kiszívja.

## Életmódja
A jól fejlett szárnyainak, erős rágóinak, különleges szemeinek és gyors röptének köszönhetően kiváló vadász.
Repülés közben vadászik, elsősorban szálló rovarokkal, főleg lepkékkel táplálkozik, leggyakrabban június-augusztus között, a nappali órákban.
Kétosztatú szemének elülső-felső része csak az ultraibolya tartományban lát, ezért csak teljesen felhőtlen nyári napokon repül.
Rövid életű, és rövid ideig rajzik, ezért jelenlétét nem könnyű kimutatni.

## Előfordulása
A keleti rablópille egyike családja leggyakoribb európai képviselőinek. Elsősorban meleg, száraz, sztyepp-erdőssztyepp jellegű élőhelyeket kedvel, alföldi tölgyerdők szélén, tisztásain lehet gyakori, de Erdélyben lejtős mészkőgyepeken is megtalálható. Európában a faj főként keleten és délen van jelen: Albánia, Ausztria, Bosznia-Hercegovina, Csehország, Görögország, Horvátország, Lengyelország, Makedónia, Moldovai Köztársaság, Montenegró, Olaszország, Szerbia, Szlovénia, Törökország és Ukrajna területén. A Kaukázusban és Közép-Ázsiában szintén fellelhető. Romániában csak lokálisan gyakori.
Erdélyben a Torockói-hegység mészkőgyepein (Tordai-hasadék, Runki-szoros, Székelykő), a mezőségi sztyepplejtőkön (Magyarszováti Rezervátum, Aranyosegerbegyi „Lepkebérc” Rezervátum), de megtalálható az Erdélyi-Mezőség északnyugati sarkát képező, kevésbé száraz és meleg Dés környéki dombtetőn is.
Magyarországon többek között a gyermelyi Siklóernyő-hegyen, a Nógrád vármegyei Márkházapusztán, a Budai-, és Pilis hegységben, az Őrségben, és a Dél-Tiszántúlon fordul elő.

## Képgaléria
|  |  |  |  |